# Pietro Filippo Scarlatti
Pietro Filippo Scarlatti (5. januar 1679 i Rom – 22. februar 1750 i Napoli) var en italiensk komponist, organist og korleder.
Pietro Filippo – det ældste af Alessandro Scarlattis børn og bror til komponisten Domenico Scarlatti – begyndte sin karriere i 1705 som korleder ved katedralen i Urbino. Tre år senere tog hans far ham med til Napoli, hvor han blev hoforganist. I 1728 fik hans opera, Clitarco, der var hans eneste, premiere på Teatro San Bartolomeo i Napoli (partituret er gået tabt). Hans andre hovedværker omfatter tre kantater og en række toccataer.